# Kościół św. Marcina w Żelaźnie

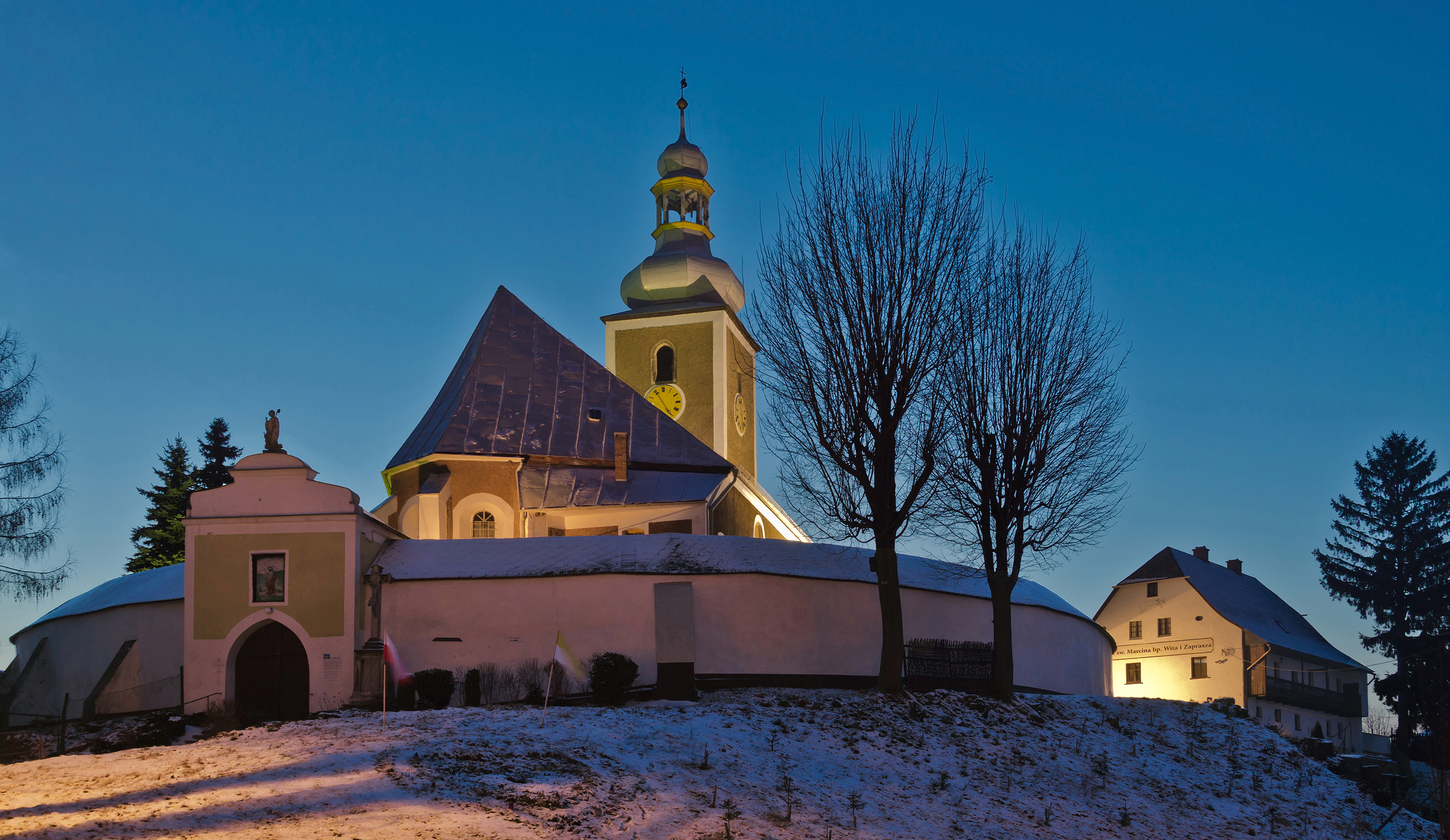
Kościół o zmierzchu

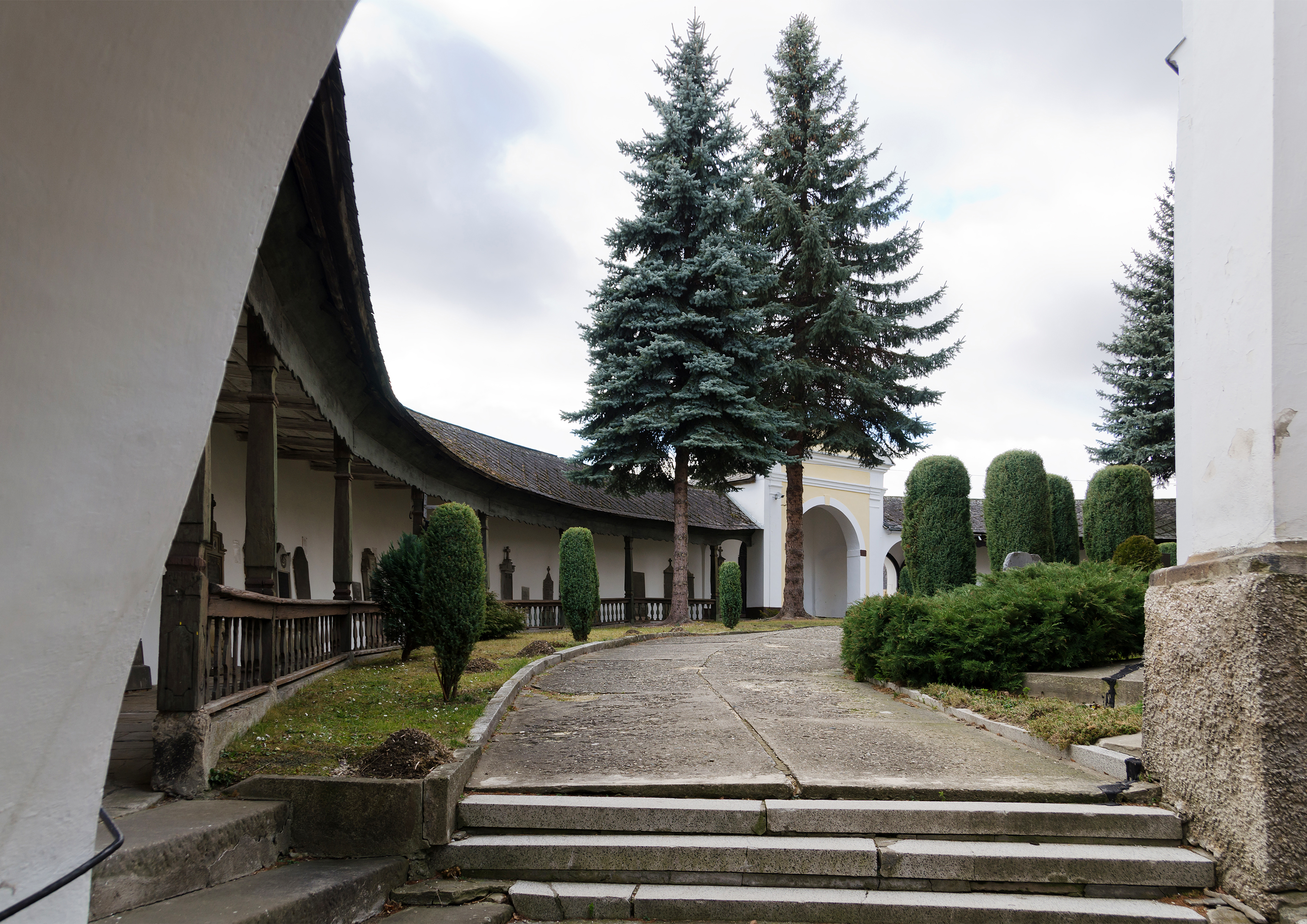
Mur obronny

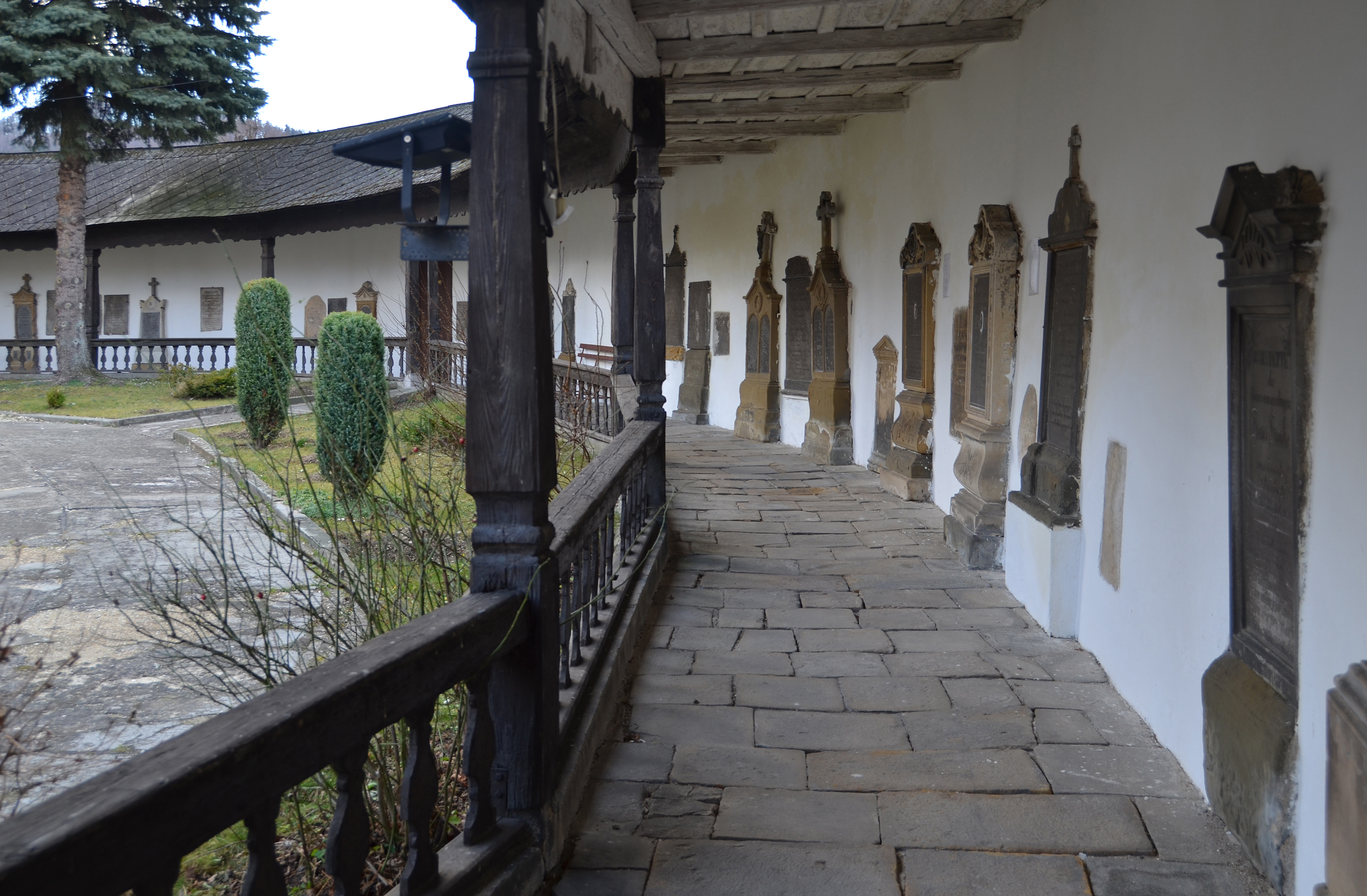
Krużganek wzdłuż muru

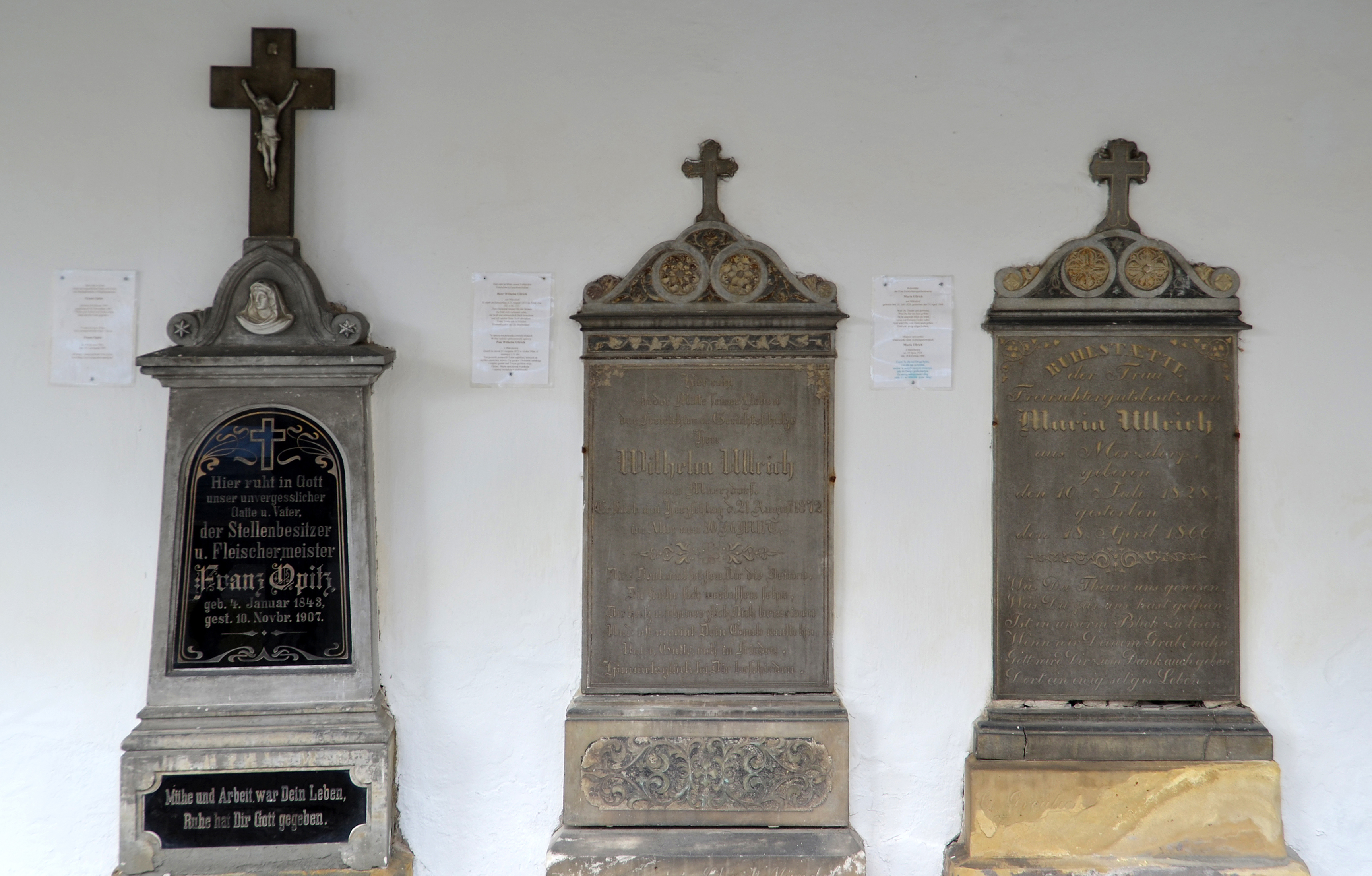
Nagrobki w murze obronnym

Kościół św. Marcina w Żelaźnie – rzymskokatolicki kościół parafialny w Żelaźnie, położony w centrum wsi. Budowla wzmiankowana była już w 1326 roku. Została ona gruntownie przebudowana w 2 połowie XVII wieku. Kościół jest świątynią murowaną, jednonawową, orientowaną. Wnętrze pochodzi z okresu baroku. W pobliżu budowli znajduje się cmentarz przykościelny otoczony murem z wewnętrznymi podcieniami ograniczonymi drewnianymi słupkami i balustradą, rozdzielony barokowymi murowanymi kapliczkami.

## Dane ogólne
Kościół św. Marcina znajduje się w Żelaźnie, w południowej części wsi, stanowiącej zarazem centrum całego jej układu osadniczego, na lewym brzegu Białej Lądeckiej.
W niedalekim sąsiedztwie świątyni znajduje się mieszkalna wieża rycerska powstała także w średniowieczu, która należała do właściciela lokalnych dóbr. W związku z tym należy domniemywać, że od tego kościół ten otrzymał jako patrona św. Marcina z Tours.
Kościół stanowi część zespołu, w skład którego, oprócz niego, wchodzi mur cmentarny z krużgankiem oraz bramami i kaplicami. Założenie to jest analogiczne do sąsiednich świątyń w Krosnowicach i Starym Wielisławiu.

### Architektura
Jest to skromna budowla orientowana, salowa, z wydzielonym węższym prezbiterium zakończonym wielobocznie i oskarpowanym. Wewnątrz sklepienie żebrowe ze słupkami. Nad nawą drewniany strop. Na osi kwadratowa wieża zakończona barokowym hełmem z prześwitem. Dach dwuspadowy, pokryty blachą. Przy prezbiterium znajduje się piętrowa zakrystia. Okna przebudowane w czasach baroku mają półkoliste zakończenia.

### Wnętrze
Wnętrze kościoła w Żelaźnie jest bardzo zróżnicowane. Na lewej ścianie prezbiterium znajduje się gotyckie sakramentarium, wykonane z kamienia w postaci wnęki o ostrołukowym obramieniu zwieńczone krzyżem, a poniżej głowa Chrystusa. Wnękę zamyka prosta krata. Równie cenna jest drewniana, gotycka, polichromowana figura Madonny z Dzieciątkiem na półksiężycu (1480-1490), na belce tęczowej. Reszta wyposażenia świątyni pochodzi z okresu baroku i rokoka, w tym m.in. ołtarze z połowy XVIII wieku i ambona (1777) – dzieło Michała Klahra, chrzcielnica z 1760 roku.

## Historia
Kościół w Żelaźnie należy do jednych z najstarszych na ziemi kłodzkiej. Przypuszcza się, że mógł powstać około 1326 roku. Jego fundatorami byli bracia von Pannwitzowie. Był on wówczas kościołem filialnym pobliskiej parafii w Krosnowicach. Około połowy XIV wieku na jego miejscu stanęła już świątynia murowana, zbudowana w stylu gotyckim. Była ona gruntownie przebudowywana w stylu barokowym w 2 połowie XVII wieku i na początku XVIII wieku Sam kościół był kilkakrotnie remontowany. Ostatnio w latach: 1963, 1971 i 1976-1978. 27 grudnia 1960 roku został wpisany do rejestru zabytków.

## Mur obronny dookoła kościoła
Kościół znajduje się na wzniesieniu, które otacza mur obronny, pochodzący z XIV lub XV wieku. Podczas jego przebudowy, w 2 połowie XVII wieku, umieszczono w nim nowe bramy i kaplice. Mur wyremontowano w 1978 roku. Główna, piętrowa brama ma ostrołukowy prześwit i pseudobarokowy szczyt, zwieńczony figurą Chrystusa Dobrego Pasterza. Kaplice w murze przybierają formę barokowych baszt, od wewnątrz otwartych półkolistymi wejściami, zwieńczone wyżej łukowymi szczytami. Elewację akcentują pilastry..
Od wewnątrz wzdłuż muru biegnie krużganek wsparty na drewnianych, profilowanych słupkach, połączonych na dole drewnianą balustradą, a przykryty jest dwuspadowym dachem pokrytym łupkiem. W murze krużganku znajdują się stacje Drogi Krzyżowej wykonane z kamienia. Sąsiadują z nimi płyty nagrobne (XVIII – początek XX w.).

## Plebania
Plebania w stylu renesansowym powstała w 1618 r. Została przebudowana na barokową w XVIII wieku. Ostatni raz była remontowana w 1978 roku. Jest to budynek piętrowy, dwutraktowy, nakryty dachem naczółkowym z zewnętrzną galeryjką.

## Figura Matki Bożej
W kościele znajduje się figura Matki Bożej Dzieciątkiem na Półksiężycu, która w dawnych czasach przyciągała do Żelazna pielgrzymów, ponieważ uznawana była za cudowną.

## Płyty nagrobne
Bardzo ważnym elementem wyróżniającym tę świątynię od innych podobnych kościołów, są płyty nagrobne z lat 1811–1942 (około 100), które zostały wmurowane do wewnętrznej części muru obronnego. Mówią one o spoczywających w tym miejscu mieszkańcach wsi oraz proboszczach lokalnej parafii, ponieważ opatrzone są informacjami o roli zmarłej osoby oraz jej rodzinie. Do najciekawszych z nich należą płyty nagrobne:
- Josepha Bendelina (1804–1890) – miejscowego proboszcza i fundatora Szpitala św. Franciszka w Kłodzku Jurandowie;
- Johanna Gottlieba Hünersky'ego (1764–1843) – właściciela dóbr rycerskich w Górnym Żelaźnie;
- Josefy Beck (1807-1887) – chłopki, właścicielki ziemskiej;
- Augusta Ulricha von Märzdorfa (1824–1856) – syna wolnego sędziego;
- Albertiny Brauner geb. Franz von Werdeck (1839–1885) – właścicielki ziemskiej.